# Gimnastyka sportowa na Letnich Igrzyskach Olimpijskich Młodzieży 2010 – ćwiczenia na poręczach dziewcząt
Ćwiczenia wolne chłopców na I Letnich Igrzyskach Olimpijskich Młodzieży odbył się w dniu 21 sierpnia 2010. Do zawodów przystąpiło 8 zawodniczek, które otrzymały najwyższe noty za ćwiczenia na poręczach w kwalifikacjach wieloboju. 

## Finał
| Pozycja | Zawodnik          | Wynik D | Wynik E | Kara | łącznie |
|         | Wiktorija Komowa  | 6.500   | 8.025   | -    | 14.525  |
|         | Tan Sixin         | 6.500   | 7.625   | -    | 14.125  |
|         | Jonna Adlerteg    | 5.100   | 8.450   | -    | 13.550  |
| 4       | Angela Donald     | 5.000   | 7.975   | -    | 12.975  |
| 5       | Tess Moonen       | 5.000   | 7.725   | -    | 12.725  |
| 6       | Carlotta Ferlito  | 5.200   | 7.525   | -    | 12.725  |
| 7       | Diana Bulimar     | 5.000   | 7.525   | -    | 12.525  |
| 8       | Madeline Gardiner | 2.500   | 7.400   | -    | 9.900   |